# 3521 Comrie
3521 Comrie eller 1982 MH är en asteroid i huvudbältet som upptäcktes den 26 juni 1982 av det nyzeeländska astronomparet Pamela M. Kilmartin och Alan C. Gilmore vid Mount John University Observatory. Den är uppkallad efter den nyzeeländska astronomen Leslie Comrie.
Asteroiden har en diameter på ungefär 3 kilometer.